# Liste der Kulturdenkmale in Karlsruhe-Nordstadt

Wappen der Nordstadt

In der Liste der Kulturdenkmale in Karlsruhe-Nordstadt werden alle unbeweglichen Bau- und Kunstdenkmale in Nordstadt (Karlsruhe) aufgelistet, die in der städtischen „Datenbank der Kulturdenkmale“ geführt sind.
Diese Liste ist nicht rechtsverbindlich. Eine rechtsverbindliche Auskunft ist lediglich auf Anfrage bei der Unteren Denkmalschutzbehörde der Stadt Karlsruhe erhältlich.

## Liste
| Bild | Bezeichnung                                                                                           | Lage                                                                                | Datierung | Beschreibung | ID |
| ---- | --- | ----------------------------------------------------------------------------------- | --------- | --- | -- |
|      | Hardtwaldsiedlung                                                                                     | Alfons-Fischer-Allee 3, 5                                                           | 1919      | Hardtwaldsiedlung, 1919-1938, Bauherr „Mieter- und Handwerkergenossenschaft, ab 1927 Gemeinnützige Baugenossenschaft Hardtwaldsiedlung“ Geschützt nach § 2 DSchG |    |
|      | Alter Flughafen                                                                                       | Erzbergerstraße 107, 109, 111b, 111c, 113, 115                                      | 1935      | Alter Flughafen, Flughafengebäude, Flugkontrollturm und Wetterwarte, Casino, begrünte Vorfahrt mit Rondell. Wohnhaus mit Garagen (Nr. 107, südlich), Wohngebäude (Nr. 111 b/c, beim Rondell), Casinobau (Nr. 113, im Erdgeschoss durch Gastronomiebetrieb deutlich verändert) mit bauzeitlichen niedrigen Mauerzügen zur Straßenseite, Maschinengewehrunterstand (Nr. 115, südwestlich), 1935–38 vom Städtischen Hochbauamt. Geschützt nach § 2 DSchG |    |
|      | Amerikanische Garnisonskirche mit Gemeindezentrum, heute Ökumenisches Gemeindezentrum Maria Magdalena | Erzbergerstr. 170                                                                   | 1952      | Amerikanische Garnisonskirche mit Gemeindezentrum (mit allen ihren zugehörigen Räumlichkeiten), heute Ökumenisches Gemeindezentrum Maria Magdalena, 1952-1953 als Standard Church nach Musterplänen für die Amerikanischen Streitkräfte, erstellt durch den Mannheimer Architekten Emil Serini. Geschützt nach § 2 DSchG |    |
|      | Ehem. Grenadierkaserne, heute Behördenzentrum des Landes Baden-Württemberg                            | Freydorfstr. 3, 5, 7, Moltkestr. 60, 62, 64, 66, 68, 70, 72, 74, 76, 78, 80, 82, 84 | 1893      | Kaserne der Großherzoglichen Leibgrenadiere, heute Behördenzentrum des Landes Baden-Württemberg, 1893-1897 nach Plänen des Garnisons-Bauinspektors Georg Jannasch unter der Bauleitung der königlichen Regierungs-Baumeister Buschenhagen und Kaiser errichtet. Geschützt nach § 12 DSchG |    |
|      | Ehem. Kadettenanstalt, heute Oberfinanzdirektion                                                      | Freydorfstr. 2, 4, Grenadierstr. 5, Moltkestr. 50, 52, Roggenbachstr. 1, 3          |           | Ehem. Kadettenanstalt, heute Oberfinanzdirektion; Aufwärterhäuser, heute Wohnhäuser; Leichenhaus, heute Finanzgericht; Kommandanturgebäude und Wohnung des Pfarrers und Stabsarztes, ebenfalls OFD. Geschützt nach § 2 DSchG |    |
|      | Ehemalige Forstner-Kaserne                                                                            | Kanalweg 42, 44, 46, 48, 50, 52, 54, 56, 58, 60, 90                                 | 1937      | Ehemalige Forstner-Kaserne, später Smiley Barracks, Stabs- und Mannschaftsgebäude, Kasernenmauer, 1937, heute: Kanalweg 44-60, Wohnhäuser, Kanalweg 52 „Amerikanische Bibliothek“, Kanalweg 40 und 42, „Hardtwaldzentrum“, Kanalweg 90 „Bundesnetzagentur“ Geschützt nach § 2 DSchG |    |
|      | Hardtwaldsiedlung                                                                                     | Karl-Schrempp-Str. 1-82                                                             | 1919      | Hardtwaldsiedlung, 1919-1938, Bauherr „Mieter- und Handwerkergenossenschaft, ab 1927,Gemeinnützige Baugenossenschaft Hardtwaldsiedlung“ Geschützt nach § 2 DSchG |    |
|      | Hardtwaldsiedlung Roggenbachstraße                                                                    | Roggenbachstr. 3a, 5, 7-17, 8, 19-22, 24, 26, 28, 30                                | 1919      | Hardtwaldsiedlung, 1919-1938, Bauherr „Mieter- und Handwerkergenossenschaft, ab 1927, Gemeinnützige Baugenossenschaft Hardtwaldsiedlung“ Geschützt nach § 2 DSchG |    |
|      | Hochbunker                                                                                            | Erzbergerstr. 81                                                                    | 1941      | Hochbunker, Entwurf von Paul Brömme, Stahlbeton, Walmdach, Erdgeschossfassade mit Blendbögen und Sandsteinpfeilern, Obergeschossfassade mit rechteckigen Blendfenstern mit vorstehenden Sandsteingewänden. Geschützt nach § 2 DSchG |    |
|      | Villa                                                                                                 | Moltkestr. 38                                                                       | 1924      | Von dem Architekturbüro Pfeifer und Großmann für Rechtsanwalt Dr. Alfred Bopp. Geschützt nach § 2 DSchG |    |
|      | Villa                                                                                                 | Moltkestr. 40                                                                       | 1923      | Villa, 1923–24 von Betzel und Langstein für Kaufmann Dr. Georg Schönhöfer Geschützt nach § 2 DSchG |    |
|      | Reihenhausgruppe Hardtwaldsiedlung                                                                    | Damaschkestr. 118, 120, 122, 124, 126                                               | 1972      | Reihenhausgruppe Hardtwaldsiedlung, von Heinz Mohl (mit O. Kaltenbach), 1972-1975. |    |
|      | Religiöses Zentrum Erste Kirche Christi Wissenschaftler, Karlsruhe e. V.                              | Michiganstr. 1                                                                      | 1963      | Religiöses Zentrum Erste Kirche Christi Wissenschaftler, Karlsruhe e. V., 1963 von Otto Haupt und Peter Haupt Geschützt nach § 2 DSchG |    |
|      | Synagoge und Jüdisches Gemeindezentrum                                                                | Knielinger Allee 11                                                                 | 1969      | Synagoge und Jüdisches Gemeindezentrum, von den Architekten, Backhaus & Bronsinsky aus Karlsruhe für die Israelische, Religionsgemeinschaft Baden/Jüdische Gemeinde Karlsruhe, 1969–71. Die Gartenanlagen mit Böschungen, Zufahrtswegen und den begrünten Parkplätzen bilden mit den Gebäuden eine Einheit (siehe Kartierung). Geschützt nach § 2 DSchG                                                                                               |    |